# 清水次郎長 (1971年のテレビドラマ)
『清水次郎長』（しみずのじろちょう）は、1971年5月8日から1972年4月29日まで、フジテレビ系列で放送された連続テレビ時代劇。制作は東映、タケワキプロダクション（第9話から「タケワキプロ」表記）、フジテレビ。全52回。主演は竹脇無我。放送時間は毎週土曜日20:00～20:56(JST)。

## 概要
清水の米屋「山本屋」の息子・山本長五郎（竹脇無我）が、地元にのさばる鬼瓦一家と対峙した一件をきっかけに、多くの子分や知己を得て侠客・清水次郎長として一家を興し、ライバルの黒駒勝蔵やども安らと覇を競いながら成長していく物語。本作での次郎長は、米屋の倅から博徒に転じ、博打や無闇な争いを嫌う人格者寄りの人物として描かれている。また、山岡鉄太郎(山岡鉄舟)（第25話、演・加藤剛）、高杉晋作（第34話、演・古谷一行）ら歴史上実在した幕末の偉人も登場した。
次番組は本作で森の石松を演じたあおい輝彦主演『お祭り銀次捕物帳』（同じく東映とフジテレビが制作）だが、本作からはあおいの他、田辺靖雄、渡辺篤史、露口茂が続けてレギュラー出演している。
また、「葉村彰子」名義による脚本がTBSの月曜8時枠時代劇以外で多数見られた最初期の例の一つとして、本作及び次作『お祭り銀次捕物帳』が挙げられる（詳細は「葉村彰子」の項を参照）。共同ペンネームである「葉村彰子」に参加していた向田邦子、大西信行、窪田篤人、津田幸夫らも回によっては独立した脚本家として、主に葉村との連名でクレジットされていたことから、それらの回のメインライターであったと考えられる。
放映曜日や時間帯（裏番組に「8時だョ!全員集合」など）、（葉村彰子の一員としてではあるが）向田邦子が脚本陣に名を連ねていること、前述のような次郎長や周囲の人物らの人物造型などもあり、ホームドラマ的な演出も見られた。
1980年代半ば、メガTONネットワーク（現・TXNネットワーク)で平日13:05より事実上の再放送がなされていた。

## キャスト

### 次郎長とその身内
- 清水次郎長（山本長五郎）＝竹脇無我

本作の主人公。清水の米屋「山本屋」の倅（母親と二人暮らし）だったが、鬼瓦一家の絡むある一件をきっかけに、槍の達人・伊藤政五郎（後の大政）に剣の教えを乞うようになり、その甲斐あって見事に鬼瓦一家を撃退。その後、政五郎の伝で知り合った大前田の親分の後ろ盾もあり、博徒の世界に足を踏み入れ清水港を取り仕切る清水次郎長一家を興し、冷徹な若親分として時に非情な判断も厭わず見事に子分衆を束ねる。また、やくざ稼業に付き物の喧嘩や博打を嫌い、子分衆にも喧嘩と博打は禁じている。最初は第1話で出会った僧（演・佐野周二）からかけられた「いのち三百六十日」の予言めいた言葉を信じ、日毎に帳面をつけていたが、第17話で再びその僧と出会い、改めて交わした言葉により安堵、続く第18話の一件を境に本格的に侠客として生きていく決意を固める。凶状旅を2度経験（第7～9話、第43～46話）。最終話で勝蔵との対決に単身乗り込む。
- お蝶＝梓英子

次郎長の許婚。清水港の老舗料亭・増川の娘。侠客となった次郎長は当初、お蝶との契りを交わすのを避けていたが、弟の仙右衛門を供に大前田の家に押し掛け、その後、父・与左右衛門の許しも得たために正式に次郎長の妻となる。おしどり夫婦である夫・次郎長の行動については、子分衆の前などでは気丈な振る舞いを見せる一方、一人になったり次郎長と二人きりの時（特に前述の僧の「いのち三百六十日」の予言があった頃）などは時折不安を覗かせることもあった。ここぞという時の行動力もあり、次郎長と喧嘩をして家を飛び出したり（第37話）、やくざとの立ち回りをしたり（第38話）、さる事情から凶状旅の一行にも加わったり（第43話）した。その凶状旅では、道中で妊娠が判り子分たちから祝福されるが、慣れない旅の疲れも重なり流産してしまい、自身も生命の危険に晒される（第45話）。最終話では勝蔵たちに人質にされてしまう。
- お直＝村瀬幸子（第1～6、10、13、23～25、29、31、33～35、37、46～47話）

次郎長（長五郎）の母親。お蝶にも子分衆にも優しく、大らかな人物。
- 増川与左右衛門＝永井智雄（第1、3、13、24、31話）

清水港の老舗料亭・増川の主人。お蝶・仙右衛門の父。恰幅良く剛胆な人物。次郎長（長五郎）の人柄に厚い信頼を寄せ、その侠客への転身にも理解を示す。昔は増川の一番番頭であったが、ある事情から入り婿となった。第24話ではその因縁から、先代の息子で今は渡世人となった風見の得三（演・池部良）に絡まれてしまう。
- お民＝幾野道子（第1、3、10、13、15、24、26、31話）

お蝶・仙右衛門の母親。夫・与左右衛門と共に料亭・増川の女将として店を切り盛りする。次郎長一家の台所事情が苦しくなり、やりくりに苦労するお蝶の姿を知った時には、自分の簪（かんざし）をお蝶に渡して質入れの足しにさせたり、金銭の援助をするなど、自分と同じ苦労が多い妻の立場にあるお蝶の事を何かと気に掛けている。

### 次郎長の子分衆
※子分衆を演じる俳優のスケジュールの都合等により、子分衆が全員登場する回は物語の序盤を除けば殆ど無く、回が進むにつれ、旅に出ているなどの設定で登場しなくなる子分や途中から新たに加わった子分もいる。なお、その動静が他の子分衆の台詞を通じて説明されることもある。詳細は以下各人の登場話数を参照。
- 大政（伊藤または山本政五郎） : 大木実（第1～26、28～52話）

鬼瓦一家との一件で思案した次郎長が剣の腕を磨くべく入門した浪人。尾張の出で、武家社会に嫌気が差して、妻や伊藤家を捨てて出奔した過去を持つ。本名「山本」（第20話の本人の台詞より）。三国一の武術の達人で特に槍術の達人。次郎長の鬼瓦一家への殴り込みに助勢したことをきっかけに、次郎長を大前田の英五郎親分に引き合わせ、自身も武士の身分を捨て次郎長の子分に。その貫禄と堂々たる態度で子分衆のまとめ役として一家に睨みを利かせる。次郎長からの信頼も厚く、次郎長から相談を受けるのはもちろん、次郎長が旅に出た時に一家の留守を預かったり、次郎長の名代として他の親分のところに出向いたりもする。また、ども安や勝蔵の企みによる次郎長を追い落とす様々な策を見破る眼力も持つ。小政の登場以降は区別の意味も込めて「大政」と呼ばれ（自身でもそう名乗る）、身内の子分衆からは「政兄ぃ」と呼ばれる。第27話以外の全話に出演した。
- 森の石松 : あおい輝彦（第1～15、17～21、23～25、28～29、31～32、35、37～40、42～49話）

遠州森の出である自称・次郎長一の子分の渡世人。気のいい粗忽者。一度は鬼瓦一家に草鞋を脱いだが、その無法ぶりに愛想を尽かして次郎長に加担。一家の仲間入りを果たす。隻眼だが眼帯はしていない。出会った頃から鬼吉とよく連んでおり、お互いに張り合う仲であることからか、勇み足が多い。よく偽物を仕立てられる。故郷に母親（演・浦辺粂子）と弟妹が一人ずついる。第47話で讃岐・琴平大権現への代参の旅に赴き、その帰途の船の中で旅姿のお竜とばったり出会う。お竜との再会を懐かしみつつ思いの丈をぶちまけ、ついには夫婦約束をしたが、その後、手持ちの金を騙し取られた末に斬られ、一度は七五郎の家まで辿り着くが、抜け出した先で止めを刺されて絶命した（第48話）。第49話は回想シーンで出演。
- 桶屋の鬼吉 : 田辺靖雄（第1～29、31、34～40、42～52話）

その名の通り桶作りをする男で、渡世人。森の石松共々次郎長一の子分を自認。石松同様に鬼瓦一家の横暴を見かねて次郎長の下に草鞋を脱ぎ、加担し、一家の仲間入りをする。清水港で出会った森の石松とはよく似た性格の持ち主であり喧嘩友達になり、何かあると張り合おうとするが、その分だけ勇み足も多い（大前田の親分を窮地に陥れた第27話など）。第13話でやくざ嫌いの父・吉兵衛（演・殿山泰司）に桶屋稼業を継ぐように説得され、次郎長からも堅気に戻る様に告げられて一度は堅気になる決心をするが、未練があるのを察した吉兵衛の許しを得て一家の元に戻った。団子屋の娘・おなみに気がある様子。第42話と最終話で棺桶を担いで出入りに臨んだ。なお、『次郎長三国志』などの鬼吉と違い、本作の鬼吉は名古屋弁では喋らない。
- 法印大五郎 : 南利明（第2～6、8、10～13、15、17～26、28～29、31～32、34～36、39～40、42、44～46、48～52話）

尾張の出で名古屋訛りがきつい陽気な生臭坊主。街道筋の団子屋で団子代を施された恩義から次郎長の子分になる。初めて登場した時には長らく風呂に入っていなかったので、相当に臭かったらしく、大前田の家で石松や鬼吉の手で無理矢理風呂に入れられた。元々ども安から盃を受けていたことがあり、それが故にども安の計略を見破ったことも。子分衆の中ではやや年長者。第19話で寺の坊主時代が描かれた。たびたび女絡みの話が描かれる（第19、28、31話など）。演じる南が愛知県名古屋市育ちということからか、本作ではこのキャラクターが名古屋弁を喋る。
- 増川仙右衛門 : 太田博之（第1～52話）

お蝶の弟。次郎長の後を追いかけたお蝶の供をして、そのまま志願して次郎長の子分に。若く血気も盛んだが、最初は武術はからきしで、姉のお蝶からは「長ドスより算盤が似合う」と言われたことも。子分にはなったものの、最初のうちは、その若さ故に（そして、彼をゆくゆくは料亭・増川の跡取りにとの次郎長の考えから）出入りへの参加を禁じられていたが、程なく出入りにも参加するようになり、武術の腕も上げた。自他共に認める「清水一家の勘定奉行」。子分衆の中では唯一全話に出演。
- 小政 : 松山省二（第3～9、13、15、17～18、20、22～27、29～30、33～36、39～40、42、46話）

渡世人にして居合い抜きの達人。遠州浜松の出。次郎長に惚れ込んで子分に。大政と同じく「政五郎」という名前であり、区別をつける意味も込めて「小政」と呼ばれる。下戸で酒が大の苦手であり、次郎長と固めの盃を交わした際には無理して飲んでしまい、その場で伸びてしまった。酒は駄目だが大の甘党で団子が大好物。馴染みの団子屋「はごろも団子」の娘・おなみとは、互いに惹かれ合っている。勝蔵の子分である小岩とは同じ居合い抜きのライバル。幼少時にはしじみ売りなどをしていたという（第36話）。第46話を最後に説明なく姿を消す。
- 追分三五郎 : 近藤正臣（第2～6、9～12、15～16、20～24、26～27話）

女好きで優男の渡世人。信州追分の出で、上州への旅の道すがらで出会ったお蝶に一目惚れしてしまうが、次郎長の許婚とわかってあっさりふられる。その後、黒駒勝蔵に唆されてお蝶を騙してしまった一件をきっかけとして次郎長の子分に。女好きだが根っからの女誑しでもなく、メインを張った第16話では旅の途中で惚れられた女・お静（演・土田早苗）を、湯煙りの左平次（演・中谷一郎）との約束により振るために泣く泣く女誑しの芝居を打ったこともある。第27話を最後に何ら説明なく姿を消すが、時折他の子分衆の台詞にて動静が説明されることがある。
- 大瀬半五郎 : 里見浩太朗（第5～6、10～13、15、20、24～25、27、29、35話）

元は浪人「田島半五郎」を名乗って次郎長一家の前に現れる武士。三河岡崎の出。大政に筋違いの恨み（兄を殺された）を抱くが、誤解とわかる。そして、その一件を解決してもらったことによる恩義を受けたことから、武士の身分を捨て志願して次郎長の子分になった。同じく元武士の大政に次ぐ落ち着きの持ち主であり、第27話では大政の代わりとして次郎長の旅の供の頭を務める。第29話で元許婚からの手紙を受けて岡崎に帰り、病で床に伏せる母親の臨終に立ち会った後、大瀬家や元許嫁と本当の訣別をする。その道中で、ある誤解から板場の喜三郎（演・和崎俊哉）から敵として命を狙われるが、誤解が解けたあと喜三郎の敵討ちの助勢をし、その最後の頼みを聞き届けた。弟が一人いる。第35話を最後に説明なく姿を消す。
- お竜 : 范文雀（第1、3～7、15、28、47～49話）

女渡世人。肥後五木の出と第3話で仁義を切った際に述べているが、実は遠州浜松に住まうやくざの女の娘（実の娘ではない。元は孤児）で、またの名を「猫目のお竜」という。壺振り名人。第1話の冒頭で森の石松と絡む旅人でもある。第3話で次郎長の家に押し掛け子分衆を丁半博打でスッテンテンにするが、次郎長から見咎められて仁義を受けてもらえなかった。その後、下働きとして半ば強引に雇ってもらい、二度と博打に手を染めないという条件で次郎長にも認めてもらう。だが、第15話で九竜山一行を迎えたことで苦悩するお蝶を見かねて、窮状を救おうと下働きを辞めて一家を飛び出そうとする。一度は石松に止められたものの、結局下働きを辞めたらしく、第28話に於いて旅先で再び一家の前に姿を見せる。その後、第47話で旅先の石松と再会し、実は次郎長に片思いをしていたことを告白すると共に、石松の思いを受け止め夫婦約束をしたが、その約束は果たされることはなく、久しぶりに次郎長一家の敷居を跨いだ際には、石松絶命の知らせを届けた時だった。その後、一家総出の敵討ちに参加して本懐を遂げたあと、石松の「妻」となる。
- 大野鶴吉 : 香山武彦（第7～9話）

旅籠「大野屋」の一人息子だが、勘当されて向かいの「美濃屋」の呼び込みをやっている男。美濃屋の二足草鞋の親分の計略を知り、悩みつつも次郎長や元美濃屋の息子と惚れ合う妹のために知らせ、窮地を救ったことで次郎長の子分に。次郎長の凶状旅の一行に加わる。包丁捌きが得意らしい。ゲストに立場が近く、最初の凶状旅以外は出演していない。
- 興津清之助 : 島田景二郎（第10、13、15～16話）

東海道でも屈指の貸元・興津の清兵衛（演・島田正吾）の息子。酒と女に現を抜かしている放蕩息子だったが、病弱の身である清兵衛の跡目を狙う代貸・定吉に清兵衛の命が奪われる事を知って我に返る。興津の縄張りは清兵衛の望み通り次郎長が預かる事となり、清之助も清兵衛のたっての願いで次郎長の子分となる。初期数回のみの登場。
- 相撲常 : 舟橋元（第15、23～25、27、29、31～37、39～40、51～52話）

第15話から登場。清水港に興行に来た九竜山（後の二足草鞋の親分・保下田の久六）の相撲部屋の取的でふんどしかつぎ。親方で関取の九竜山の使いとして次郎長の元にやってくる。元々の勧進元だったども安との騒ぎに巻き込まれた際の次郎長の行動力に惚れ込んで、子分に。元相撲取りだけあって力は強い。
- 水すまし（水スマシ）の源五郎[6] : 川崎正幸（第16、18～21、23～27、29～31、33～38、42～43、47、49～52話）

第16話から登場する次郎長一家の下働き。どこかとぼけた様な三枚目だが口のうまい男。第16話の初登場時から既に一家の下働きをやっており、子分となったきっかけは描かれていない。最終話で自らも出入りに志願するものの、次郎長からは制され別の役目を言いつかった。
- 藤太郎 : 川口恒（第9、30～31話）

第9話で一度は子分志願をして断られた男。その時にはやくざ嫌いの許嫁・おしな（演・光川環世）がいたが、やがておしなは亡くなり、そのしばらく後に七五郎に頼んで次郎長のところに改めて子分志願に赴く。初めは第9話同様に断られるが、騒ぎに巻き込まれた際に結果として一家を救ったことから、地元の網元の口添えもあり一家に迎え入れられる。網元の娘（演・梶芽衣子）といい仲になっている。3回のみの登場。ただし、子分としては2回のみの出演。
- 伊達の五郎 : 渡辺篤史（第31～32、37～38、42～46、48～52話）

第31話から登場。殺し屋・音無の万蔵（演・瑳川哲朗）にくっついてきた三下の渡世人。最初は次郎長を手にかけて名をあげようと狙っており、強引に万蔵の押し掛け子分になる。ある日、次郎長一家の偵察に行ったところ、お蝶に客人と間違えられた挙げ句に逆にもてなされ、一家の気風に触れた（この時、次郎長にも対面している）ことで、虚勢を張りながらも次第に次郎長を殺すことに疑問を覚え始め、その後、溺れた子どもを助ける次郎長を見て改心、その上で次郎長を守ろうと万蔵を殺してしまうが、それが元で志願の末に次郎長の子分に。元々の通り名は「下館の五郎吉」だったが、万蔵の子分になるのに際して、頭の「下」と末尾の「吉」を取って「伊達の五郎」を名乗り、次郎長の子分になってもその名を通した。元々やくざ気性で次郎長一家のやり方に馴染めない部分があり、そのせいでトラブルに巻き込まれたこともあったが、その一件で次郎長一家の流儀にも順応するようになる。第42話では偽物を仕立てられた。
- 灰神楽の三太郎 : 高橋元太郎（第33～35、39話）

第33話から登場。元は三州伊那谷の村の百姓。村を食い詰め浪人の手から救いに来た次郎長一家を手伝ううちに惚れ込み、半ば強引に押し掛け子分に。村の衆からは「役立たず」と蔑まれながらも義に厚く、底抜けに明るく、相当のおっちょこちょいで、七五郎をはじめども安や、果ては大前田の英五郎にまでも（その人となりを知らなかったとはいえ）物怖じせず口を利くが、何故か憎めない男。子分になった直後に次郎長に囮として伊勢までの旅に出されたこともある（第34話）。第39話で初めて人を斬ったと喜んでいた。故郷の村に母親とおみつという妹がいるが、家族からも「おっちょこちょい」と呆れられている。中盤期に数回のみの出演にとどまった。
- 由比松五郎 : 長沢純（第21、43話）

第21話で初登場した渡世人。駿州由比の出。ども安を見舞うための甲州竹居村への道中の茶店で出会う。ども安の賭場でのいざこざから交換条件で次郎長を狙おうとするが逆に諭され、探していた幼馴染みの娘を救ってもらうなど多大な恩義を受けた。その時は子分にはならず由比に帰ったが、その後子分になったようで、第43話で凶状旅の一行の中におり、旅籠で急病（食あたり）に罹ってしまう。石松とは反対の目が隻眼だが、石松同様に眼帯はしていない。そのこともあって、鬼吉から「ニセ松」と呼ばれたことがある。子分というよりも、ゲストに立場が近く、僅か2回（そのうち子分としては1度のみ）しか出演していない。

### 次郎長を取り巻く人物

#### 敵対する人物たち
- ども安＝高品格（第5～6、11、14～15、19、21、23、28、34～36、39～40、42話）

次郎長と敵対する人物の一人。甲州竹居村に根城を構え、甲州のみならず東海道周辺にまで息のかかる博徒を多く抱え一大勢力を為す侠客の大親分で、またの名を「竹居の安五郎」といい、その通り名のようにどもり癖がある。本作では登場するとしないとにかかわらず、彼単独で、あるいは息のかかる様々な博徒と手を組んで次郎長への嫌がらせや追い落としを画策し、暗躍する黒幕として名前が挙がることが多い。だが、大抵失敗に終わってしまう。早合点から旅先の三太郎をつけ回す第34話のようにコメディリリーフ的な役割も担うことがある。第42話で計略を仕掛けて次郎長に果たし合いを挑もうとするが、勝蔵の助太刀を受けられず孤立無援となったところを次郎長に叩き斬られてしまう。
- 黒駒勝蔵＝露口茂（第1～2、5～6、8、10、15、17、21、23～24、35、40～42、44、48～52話）

ども安と同じく甲州に勢力を為す侠客の親分。兄貴分に当たるども安をはじめとして甲州や駿州などの様々な博徒と手を組むことが多く、次郎長にとって最大の敵には違いないが、次郎長がども安らと揉めても迂闊に手出しをせず成り行きを見守る冷静さも持ち、その結果、必ずしも敵に回るばかりでなく、時として（結果的に）次郎長に救いの手を差し伸べることもあった。ども安の弟分ではあるが、そのども安を出し抜いてやろうという強い野心を見せることもあって、第42話で次郎長との果たし合いに臨むども安には手を貸さなかった。しかし、策を以て次郎長を追い落とすことは常に考えており、最終話で本格的な対決を仕掛ける。大岩・小岩という腕利きの子分を従える。
- 大岩＝高松英郎（第8、10、15、24、43、52話）

勝蔵の子分。初登場の第8話に於いて、焼津の仁造の賭場にあやを付け縛られて土蔵に閉じ込められていた鶴吉を助け出し、仁造の博打がいかさまであった事を次郎長たちの前で証言。その後、殴り込みに来た仁造一家を次郎長たちと共に返り討ちに遭わすなど、次郎長一家に対しては好意的である。その一方、次郎長を敵に回すとあれば私情を捨てる一面も持ち合わせる。沈着冷静で勝蔵の片腕的存在。
- 小岩＝橋本功（第8、15、52話）

勝蔵の子分。居合い抜きの達人で次郎長一家、特に同じ技を持つ小政に対して大いなる敵対心を抱いているが、最終話では次郎長との対決や手荒な行動に気乗りしない様子も見せた。大岩は兄貴分。
- 保下田の久六（九竜山）＝大前均（第15、46話）

尾張から来た相撲部屋の親方で関取。清水港での興行を巡って起きたども安とのいざこざを次郎長に救ってもらったが、やがて相撲を廃業し二足草鞋の親分となり「保下田の久六」を名乗り、かつての恩を忘れて次郎長一行をお縄にしようとし、次郎長をかくまった尾張の長兵衛（演・川津祐介）を地元の代官と共に捕らえて拷問にかけて殺してしまうが、それが次郎長たちからの猛烈な怒りを買うことに。最期は責任を感じた石松に斬り殺され、残された子分たちが止めを刺した石松に復讐をすることになる。
- 都鳥の吉兵衛＝名和宏（第48～49話）

石松を策にはめて持ち金を奪い取り、叩き斬った侠客の親分。勝蔵に唆されて鉄砲まで用意した末に敵討ちに来る次郎長一行を迎え撃とうとするが、返り討ちに遭う。
- 安濃の徳次郎（安濃徳）＝近藤洋介（第50～51話）

伊勢安濃の親分で、吉良の仁吉の新妻・お菊の父。荒神山の利権を巡って神戸の長吉と争い、次郎長も巻き込まれる。

#### 友好的な人物たち
- 大前田英五郎＝天知茂（第2、27、34話）

政五郎（大政）の伝で次郎長を侠客の道に導いた上州・大前田の大親分。その勢力は関八州に至り、地元の人々からも厚く慕われる。政五郎にはかつて大恩を受けたことがある。次郎長と兄弟盃を交わし、たった一人の信頼出来る弟分として認め、その子分衆のためには命を張ることをも厭わない。どんな争い事に直面してもドスを抜かない主義のため刀には封印がしてある（第34話）。女嫌いで通っていたが、第27話でお京（演・岸久美子）と祝言をあげる。下記のお志乃という妹がいる。
- お志乃＝亀井光代（第2～3、27話）

英五郎の妹。第2話で英五郎の元を訪ねてきた長五郎（次郎長）に一目惚れするが、その後に仙右衛門を供にしたお蝶が来たことで結果的に振られてしまう。その後結婚するも、英五郎が第27話で祝言をあげるまで大前田の家の姐さん代わりを務めていた。
- おなみ＝小野恵子（第3、5～6、10、14話）

次郎長一家の近所に店を構える団子屋「はごろも団子」の看板娘。小政や鬼吉に惚れられているが、本人は小政に惚れている。
- 小松村七五郎＝品川隆二（第9、14、30、34、48～49話）

遠州小松村の渡世人で森の石松の兄貴分。おたみという勇み肌の妻がおり、馴れ初めからずっと頭が上がらない。大ボラ吹きで大の博打好きだがからきし弱い。石松との関係もあって次郎長とは出会いの頃から友好関係にあり、一家の客分のような存在であり、事実上の子分と言え、本人もそのような言動をする。次郎長の頼みで囮にされた三太郎の旅路を守ったこともある（第34話）。第48話では追っ手に追われて逃げてきた石松をかばい、第49話では石松を殺されて落ち込むお竜を励ました。
- おたみ＝中原早苗（第9、14、30、48～49話）

七五郎の妻。気が強くいつも七五郎を尻に敷いている「かかあ天下」だが、夫婦仲は良好である。百姓の娘で最初は父親や兄に七五郎との結婚を反対されていた。やくざ相手にも一歩も退かない。
- お静＝河村有紀（第46～47話）

尾張の長兵衛の妻。第46話で夫・長兵衛を久六に殺され、次郎長の家に身を寄せた。
- 吉良の仁吉＝杉良太郎[9]（第11、51話）

三州吉良の侠客・小川一家の若い渡世人。第11話で身内を斬った石松を追って清水へ赴き、初めて次郎長と出会う。後に身内を斬ったのは石松の名を騙った偽者と判るが、子分衆が偽者を捕らえるまで自ら人質となり小川一家に身を預けた次郎長の度量の大きさに仁吉の親分・小川武一（演・堀雄二）共々感銘を受ける。第51話ではお菊（演・音無美紀子）という新妻を連れて清水に来た。義侠心に厚く、前述の経緯もあり次郎長を兄貴分と慕う。義父（お菊の父）の安濃徳と幼馴染みで兄弟分の神戸の長吉（演・佐々木功）との揉め事で、伊勢の荒神山の盆割り争いに巻き込まれ、決闘に発展。最後は勝蔵が差向けた猟師の鉄砲で狙撃されて絶命した。
- 見受山鎌太郎＝中野誠也 (第47回)

石松の次郎長の金刀比羅宮代参の帰途に仮祝言を上げたお竜と石松を匿った、土地の人々の人望の厚い東海道中の宿場町江州草津を縄張りとする36歳の若い大親分。自分の親分の仇を討った石松に感謝した縁で石松とお竜の窮地を助けた。石松に託した次郎長への香典が石松の死出の旅への幕開きであった事を石松の訃報を受けて悔やみ、出家して、彼や手に掛けた人々の菩提を弔う一生を送った。
- ナレーター＝芥川隆行

## スタッフ
- 制作：東映、タケワキプロダクション、フジテレビ
- 原案：葉村彰子
- 脚本：植木昌一郎、津田幸夫、向田邦子、大西信行、窪田篤人、石川孝人、鶴島光重
- 監督：内出好吉、松村昌治、山崎大助、荒井岱志、松尾正武
- 助監督：渡辺譲 、鎌田總夫、居川靖彦、曽根勇、高倉祐二、久郷久雄
- 企画：越前進、泊懋、渡部健作、田邊孫太郎
- 現像：東洋現像所
- 音楽：渡辺岳夫
- 邦楽監修：中本敏生
- 擬斗：土井淳之祐（東映剣会）

## 主題歌
- オープニング「旅姿三人男」[1] 作詞：宮本旅人・作曲：鈴木哲夫・編曲：渡辺岳夫・歌：竹脇無我 （発売元：キングレコード）

- エンディング（サブテーマ）「男たち」作詞：向田邦子・作曲渡辺岳夫・歌：アンサンブル・ボッカ

た

## 作品リスト
| 話数 | サブタイトル           | 放送日        | 原案     | 脚本                | 監督     | 主題歌 | ゲスト |
| ---- | ---------------------- | ------------- | -------- | ------------------- | -------- | ------ | --- |
| 1    | （サブタイトルなし）   | 1971年 5月8日 | 葉村彰子 | 向田邦子 植木昌一郎 | 山崎大助 | 1番    | 河津清三郎、郷鍈治、小柴幹治、小笠原弘、山村弘三、土屋靖雄、 中村錦司、五十嵐義弘、藤沢徹夫、佐野周二                                    |
| 2    | 若親分誕生             | 5月15日       | 葉村彰子 | 向田邦子 植木昌一郎 | 山崎大助 | 1番    | 天知茂、悠木千帆、亀井光代、藤田佳子、郷鍈治、小笠原弘、 土屋靖男、波多野博、疋田泰盛、森源太郎、木谷邦臣、平河正雄、 笹木俊志、高谷舜二 |
| 3    | 喧嘩祝言               | 5月22日       | 葉村彰子 | 向田邦子 植木昌一郎 | 松村昌治 | 1番    | 山岡徹也、古川ロック、賀川泰三、野口貴史、山口朱実、大城泰、 北川俊夫、藤原勝、松原健司、村田玉郎                                        |
| 4    | 赤城の山と富士の山     | 5月29日       | 葉村彰子 | 向田邦子 植木昌一郎 | 松村昌治 | 1番    | 渡哲也、宮園純子、鮎川浩、石浜祐次郎、鈴木金哉、岩村百合子、 正司花江、原健策                                                            |
| 5    | 火祭り三度笠           | 6月5日        | 葉村彰子 | 窪田篤人            | 山崎大助 | 1番    | 永野達雄、那須伸太郎、木谷邦臣、江上正伍、 壬生新太郎、千葉敏郎                                                                          |
| 6    | 人情殴り込み           | 6月12日       | 葉村彰子 | 大西信行 植木昌一郎 | 山崎大助 | 1番    | 若山セツ子、田口計、中村竜三郎、加賀爪芳和、柳川清、山本一郎、 志茂山高也                                                                |
| 7    | 泣き笑い凶状旅         | 6月19日       | 葉村彰子 | 向田邦子 植木昌一郎 | 荒井岱志 | 1番    | 河野秋武、珠めぐみ、星美智子、成瀬昌彦、住吉正博、丘路千、 香月凉二、福本清三、和田昌也、西山清孝、矢部義章                              |
| 8    | 旅姿さいの目仁義       | 6月26日       | 葉村彰子 | 大西信行 植木昌一郎 | 荒井岱志 | 1番    | 高松英郎、橋本功、牧冬吉、柳谷寛、榊浩子、穂積隆信                                                                                       |
| 9    | どっこい三ン下夫婦     | 7月3日        | 葉村彰子 | 窪田篤人 植木昌一郎 | 松村昌治 | 1番    | 品川隆二、川口恒、中原早苗、光川環世、田島義文、五味竜太郎、 岩城力、広田竜治、由利京子、山本弘、遠山金次郎、片桐竜次                    |
| 10   | 任侠親子の盃           | 7月10日       | 葉村彰子 | 向田邦子 植木昌一郎 | 山崎大助 | 1番    | 天野新士、森源太郎、古閑達則、山下義明、島田正吾                                                                                         |
| 11   | 命を賭けて来た男       | 7月17日       | 葉村彰子 | 大西信行 植木昌一郎 | 松村昌治 | 1番    | 杉良太郎、小田部通麿、楠年明、森章二、堀雄二                                                                                             |
| 12   | 恋しぐれ清水港         | 7月24日       | 葉村彰子 | 窪田篤人 植木昌一郎 | 山崎大助 | 1番    | 武原英子、松本克平、宮浩之、伊吹聡太郎、大山のぶ代、 佐藤京一、川浪公次郎、国一太郎                                                      |
| 13   | 男の誓いは桶のたが     | 7月31日       | 葉村彰子 | 植木昌一郎          | 松村昌治 | 1番    | 殿山泰司、天田俊明、山本麟一、水島真哉、山口幸生                                                                                         |
| 14   | もっとやれ!夫婦喧嘩    | 8月7日        | 葉村彰子 | 大西信行 植木昌一郎 | 松村昌治 | 1番    | 有川由紀、坂口徹、永田靖、北原義郎、阿波地大輔、土佐林道子、 井上博嗣、市川裕二                                                          |
| 15   | 腹ペコお相撲仁義       | 8月14日       | 葉村彰子 | 大西信行 植木昌一郎 | 山崎大助 | 1番    | 大前均、小野栄一、鈴木金哉、大橋壮多、岩尾正隆、浪花五郎、 木谷邦臣、壬生新太郎                                                          |
| 16   | 女涙は恋の追分         | 8月21日       | 葉村彰子 | 大西信行 植木昌一郎 | 山崎大助 | 1番    | 土田早苗、上野山功一、轟謙二、天王寺虎之介、杉山俊夫、東竜子、 玉生司郎、八尋洋、松原健司、友金敏雄、松本泰郎、中谷一郎                  |
| 17   | いのち三百六十日       | 8月28日       | 葉村彰子 | 向田邦子 植木昌一郎 | 山崎大助 | 1番    | 大原麗子、永井秀和、美川陽一郎、浦辺粂子、武藤章生、西田良、 島米八、野崎善彦、粟屋芳美、佐野周二                                        |
| 18   | 罠をしかけた女         | 9月4日        | 葉村彰子 | 窪田篤人 植木昌一郎 | 松村昌治 | 1番    | 菊容子、潮万太郎、村居京之輔、疋田泰盛、浜田寅彦、吉田輝雄                                                                               |
| 19   | 俺が惚れたでよ         | 9月11日       | 葉村彰子 | 大西信行 植木昌一郎 | 松村昌治 | 1番    | 小山明子、小瀬朗、田中正史、堀正夫、高並功、入川保則、沼田曜一                                                                           |
| 20   | 土にまみれた長脇差     | 9月18日       | 葉村彰子 | 窪田篤人 植木昌一郎 | 山崎大助 | 1番    | 永野裕紀子、堀川亮、芦屋小雁、小堀明男、小田部通麿、 高峰圭二、出水憲司、吉田義夫、高城丈二                                              |
| 21   | 涙かくした三度笠       | 9月25日       | 葉村彰子 | 石川孝人 植木昌一郎 | 山崎大助 | 1番    | 長沢純、園佳也子、川島育恵、南部彰三、伊達三郎、黒部進                                                                                   |
| 22   | 花一輪渡世の女         | 10月2日       | 葉村彰子 | 窪田篤人 植木昌一郎 | 山崎大助 | 1番    | 丘みつ子、東三千、大木晤郎、福本清三、中田博久、加賀邦男、 山下洵一郎、天津敏、中村竹弥                                                  |
| 23   | 授かった赤ん坊         | 10月9日       | 葉村彰子 | 向田邦子            | 松尾正武 | 1番    | 川地民夫、梶三和子、長谷川待子、浅香春彦、藤岡重慶                                                                                       |
| 24   | 故郷へ来た男           | 10月16日      | 葉村彰子 | 向田邦子            | 山崎大助 | 1番    | 池部良、小坂一也、楠本健二、海老江寛、鶴田桂子                                                                                           |
| 25   | 弱くて強い男           | 10月23日      | 葉村彰子 | 向田邦子            | 山崎大助 | 1番    | 加藤剛、鮎川いづみ、山岡徹也、汐路章、志賀勝、堺左千夫、 大泉滉、藤原釜足                                                                |
| 26   | 無法暴れ馬             | 10月30日      | 葉村彰子 | 大西信行 植木昌一郎 | 松尾正武 | 1番    | 伊吹吾郎、真屋順子、小柳圭子、市川男女之助、 深江章喜、島田順司                                                                          |
| 27   | 花嫁ひとり祝言         | 11月6日       | 葉村彰子 | 窪田篤人 植木昌一郎 | 山崎大助 | 1番    | 天知茂、亀井光代、岸久美子、宮口二朗、岡部正純、佐藤英夫                                                                                 |
| 28   | 俺が結婚するでよ!      | 11月13日      | 葉村彰子 | 窪田篤人 植木昌一郎 | 松村昌治 | 1番    | 宇津宮雅代、近藤宏、外山高士、三浦仁、岩田直二、板倉晴江                                                                                 |
| 29   | 母上!私でござんす      | 11月20日      | 葉村彰子 | 津田幸夫 植木昌一郎 | 松村昌治 | 1番    | 和崎俊哉、岡村文子、二本柳敏恵、遠藤辰雄、五味龍太郎、 杉山昌三九                                                                        |
| 30   | 強がり男と変な娘       | 11月27日      | 葉村彰子 | 窪田篤人 植木昌一郎 | 内出好吉 | 2番    | 梶芽衣子、見明凡太郎、寺島達夫、木村元、峰蘭太郎、 入江慎也、岩尾正隆、大城泰、寺内文夫、川谷拓三、松原健司                              |
| 31   | 若い殺し屋             | 12月4日       | 葉村彰子 | 向田邦子 植木昌一郎 | 山崎大助 | 2番    | 瑳川哲朗、弓恵子、香川雅人、丘路千、宮城幸生、北川俊夫、 池田謙治、八尋洋                                                                |
| 32   | 子供に負けた用心棒     | 12月11日      | 葉村彰子 | 窪田篤人 植木昌一郎 | 山崎大助 | 2番    | 高橋悦史、菊ひろ子、富田仲次郎、曽根晴美、梅田峰雪、 大城泰、園田裕久、坂口芳貞                                                          |
| 33   | 小判の忘者を叩き斬れ   | 12月18日      | 葉村彰子 | 大西信行 植木昌一郎 | 松村昌治 | 3番    | 岡田由紀子、川合伸旺、柳谷寛、阿波地大輔、有島淳平、 永田光男、河上一夫                                                                  |
| 34   | ドヂで間抜け三ン下です | 12月25日      | 葉村彰子 | 大西信行 植木昌一郎 | 松村昌治 | 3番    | 古谷一行、森山周一郎、西田良、徳田実、木谷邦臣、平沢彰、 北見唯一、天知茂                                                                |
| 35   | おめでとう清水港       | 1972年 1月1日 | 葉村彰子 | 津田幸夫 植木昌一郎 | 山崎大助 | 4番    | 森川信、ジュディ・オング、山本麟一、林真一郎、大丸二郎、 平凡太郎、天草四郎、中村錦司、阿部希郎、楠本健二、 坂東京三郎、藤長照夫         |
| 36   | 情が仇の殴り込み       | 1月8日        | 葉村彰子 | 大西信行 植木昌一郎 | 内出好吉 | 2番    | 御影京子、正司敏江・玲児、倉丘伸太郎、竜崎一郎、中井啓輔、 東竜子、高野浩之                                                              |
| 37   | 丁半めくら勝負         | 1月15日       | 葉村彰子 | 津田幸夫 植木昌一郎 | 内出好吉 | 3番    | 西村晃、西恵子、原聖四郎、田中浩、穂高稔、 志茂山高也、織本順吉、高原駿雄                                                                |
| 38   | あねさんのうまい味噌汁 | 1月22日       | 葉村彰子 | 窪田篤人 植木昌一郎 | 内出好吉 | 3番    | 松本留美、川辺久造、江波多寛児、田浦正巳、波田久夫、藤沢薫、 戸部夕子、八汐路佳子、矢野幸男、白川浩二郎、牧淳子、楠三千代                |
| 39   | 掟を破った男           | 1月29日       | 葉村彰子 | 石川孝人 植木昌一郎 | 山崎大助 | 4番    | 前田吟、小林勝彦、松原光二、高島稔、金井由美、 森川公也、沢淑子                                                                          |
| 40   | 花会への斬り込み       | 2月5日        | 葉村彰子 | 植木昌一郎          | 松村昌治 | 4番    | 松木路子、岡崎二朗、外山高士、徳大寺伸、畠山麦、中村孝雄、 志摩靖彦、古川ロック、遠山金次郎、菅原俊夫、畑中怜一、隅部恵、 安井昌二       |
| 41   | 女の意地で惚れました   | 2月12日       | 葉村彰子 | 大西信行 植木昌一郎 | 松村昌治 | 4番    | 奈美悦子、北あけみ、大橋一元、中山克己、山本一郎、高並功、 大坂志郎、神田隆                                                              |
| 42   | さらばども安           | 2月19日       | 葉村彰子 | 窪田篤人 植木昌一郎 | 荒井岱志 | 1番    | 珠めぐみ、天野新士、佐藤京一、根上忠、有本欽隆、山口幸生、 那須伸太朗、田中弘史                                                          |
| 43   | 旅立ち夫婦笠           | 2月26日       | 葉村彰子 | 窪田篤人 植木昌一郎 | 荒井岱志 | 1番    | 藤田弓子、村井国夫、岩城力也、福本勇、西山嘉孝、榊浩子、 安部徹、中村賀津雄                                                              |
| 44   | あねさん頑張れ!        | 3月4日        | 葉村彰子 | 植木昌一郎          | 山崎大助 | 1番    | 横山道代、上村香子、石浜祐次郎、汐路章、加賀爪清和、 犬塚弘、江見俊太郎、藤岡重慶                                                        |
| 45   | わたる世間で鬼退治     | 3月11日       | 葉村彰子 | 鶴島光重 植木昌一郎 | 松村昌治 | 1番    | 稲葉義男、黒木進、武藤英司、悠木千帆、田中邦衛                                                                                           |
| 46   | 久六!命もらった        | 3月18日       | 葉村彰子 | 大西信行 植木昌一郎 | 山崎大助 | 1番    | 大前均、伊達三郎、松村康世、河村有紀、川津祐介                                                                                           |
| 47   | すし食ぃねえ石松代参   | 3月25日       | 葉村彰子 | 大西信行 植木昌一郎 | 松村昌治 | 3番    | 夢路いとし、喜味こいし、有川正治、川浪公次郎、西田良、 久富惟晴、中野誠也、ハナ肇                                                        |
| 48   | 石松なぜ死んだ         | 4月1日        | 葉村彰子 | 大西信行 植木昌一郎 | 山崎大助 | 3番    | 中井啓輔、川谷拓三、浅若芳太郎、大塚道子、名和宏                                                                                         |
| 49   | 石松かたきは討ったぞ   | 4月8日        | 葉村彰子 | 鶴島光重 植木昌一郎 | 内出好吉 | 3番    | 三島史郎、中井啓輔、川谷拓三、大月正太郎、西田良、名和宏                                                                                 |
| 50   | ほら吹き三度笠         | 4月15日       | 葉村彰子 | 大西信行 植木昌一郎 | 山崎大助 | 1番    | 川口晶、佐々木功、人見明、吉川雅恵、丘路千、松田利夫、 平河正雄、萩本欽一、近藤洋介                                                      |
| 51   | 血煙り荒神山           | 4月22日       | 葉村彰子 | 津田幸夫 植木昌一郎 | 内出好吉 | 1番    | 杉良太郎、音無美紀子、佐々木功、丘路千、近藤洋介                                                                                         |
| 52   | さよなら清水港         | 4月29日       | 葉村彰子 | 窪田篤人 植木昌一郎 | 山崎大助 | 1番    | 竹尾智晴、八代順子、谷口完、神太郎、石山健二郎                                                                                           |

## ネット配信
- 2022年8月3日より、YouTube「東映時代劇YouTube」の「据置枠」から第1・2話が配信されている。